# Korinth (Fyn)
|  | Korinth er også navnet på en gammel by i Grækenland. |
Korinth er en by på Sydfyn med 919 indbyggere  (2024), beliggende 10 km nordøst for Faaborg, 14 km vest for Kværndrup og 18 km sydvest for kommunesædet Ringe. Korinth hører til Faaborg-Midtfyn Kommune og ligger i Region Syddanmark. I 1970-2006 hørte byen til Faaborg Kommune.
Korinth hører til Brahetrolleborg Sogn. Brahetrolleborg Kirke er nordfløjen af Brahetrolleborg, der ligger 1 km nordøst for byen og oprindeligt var cistercienserkloster. Byen ligger tæt ved Fyns største sø Arreskov Sø. Herregården Arreskov ligger også ved søen, 2½ km nord for Korinth.

## Faciliteter
I 2005 blev Korinth af Landsforeningen Landsbyerne i Danmark kåret til "Årets Landsby", begrundet med den lokale evne til at overleve som aktivt landsbysamfund med ca. 30 foreninger, Korinth Hallen, lokal udviklingsplan og lægehus med sundhedsfunktioner. Siden 2003 har byen haft Korinth Kulturhus, som blev ombygget i 2009, så salen kan bruges til biograf, teater, foredrag, forsamlingslokaler og privat ungdomsklub – der er også EDB-værksted.
Plejehjemmet Lykkevalg blev indviet i 1998 med 27 lejligheder, fordelt på 20 2-rums og 7 1-rums lejligheder. Ved siden af plejehjemmet ligger Dagli'Brugsen Brahetrolleborg.
Brahetrolleborg Skole blev dog lukket i sommeren 2015. Planen herom blev mødt med flagallé, demonstration og 220 facebook-protester. Fra 1. august 2015 lejede Udlændingestyrelsen en del af skolen til danskundervisning af voksne asylansøgere fra asylcentret i Faaborg. I en anden del af skolen ligger Brahetrolleborg Børnehave, der hører under Bøgebjergskolen i Vester Åby.
Korinth Efterskole tilbyder 9.-10. klasse og har plads til 67 elever. Den er grundlagt som spejderskole i 1922 og har stadig afsæt i spejderbevægelsens begrebsverden og principper. I 1987 blev den omdannet fra husholdningsskole til efterskole. Dalum Landbrugsskole har en afdeling i Korinth, især indrettet for de unge på grunduddannelsen.

## Nærdemokrati
Dommerkomiteen begrundede også valget af Korinth som Årets Landsby med dens folkevalgte lokalråd, som der stemmes til på stemmeseddel i en opstillet campingvogn samtidig med kommunalvalget. Det blev inspirator for den senere Faaborg-Midtfyn Kommune, der har organiseret kommunens byer og landsbyer i 21 lokalråd.
Lokalrådet driver byens hjemmeside. Korintherbrevet udkommer 4 gange om året som lokalblad for Brahetrolleborg og Øster Hæsinge sogne. Det udgives af lokalrådet, de to menighedsråd, Bøgebjergskolen og byens to idrætsforeninger Korinth IF og Faaborg ØH.

## Historie
I 1784 fik området Danmarks første sogneråd. Grev Johan Ludvig Reventlow på Brahetrolleborg – lillebror til Christian Ditlev Frederik Reventlow, der 4 år senere blev en af hovedmændene bag ophævelsen af stavnsbåndet – lod bygge et 8-kantet bord, hvor 8 lokale borgere sad for at rådgive og varetage den lokale udvikling. Da Korinth i 1983 oprettede Fyns første folkevalgte lokalråd, holdt det sit første møde omkring det 8-kantede bord på Brahetrolleborg.

### Korinth Kro
Det tilskrives digteren Jens Baggesen (1764-1826), at han navngav et hus på egnen efter den græske by Korinth. Huset blev senere den kongelig privilegerede gæstgiveri Korinth Kro. Kroen er nu lukket. Den blev handlet i 2011 for DKK 1, men køberne kunne ikke skaffe finansiering af den nødvendige totalrenovering.

### Jernbanen
Da Ringe-Faaborg Banen (RFB) blev anlagt i 1882, skulle den have en jernbanestation der hvor den krydsede landevejen mellem Faaborg og Nyborg. Stationen blev opkaldt efter den nærliggende kro, og dermed kom den opvoksende stationsby også til at hedde "Korinth". Foruden kroen var der tingsted ved Spanget indtil 1886 med arresthus til 8 arrestanter, opført 1871. Der blev oprettet folkehøjskole i 1889, og ved slutningen af 1800-tallet havde Korinth andelsmejeri, savværk og mølle.
I 1899 blev byen beskrevet således: "Korinth, ved Landevejens og Jærnbanens Krydsning, med Kro, Andelsmejeri, Savværk, Mølle, Jærnbane-, Telegraf- og Telefonstation samt Postekspedition."
Banens persontrafik blev nedlagt i 1962. Der var godstrafik på strækningen indtil 1987. Derefter drev Syd Fyenske Veteranjernbane kørsel med veterantog. De kunne køre videre til Ringe og andre steder i landet indtil 2002, hvor skinnerne var blevet for dårlige, så driften måtte indskrænkes til strækningen Korinth-Faaborg. Mellem Ringe og Korinth blev skinnerne liggende på det stadig mere tilgroede tracé indtil Naturstyrelsen og Faaborg-Midtfyn Kommune i 2012 anlagde Natursti Ringe-Korinth med asfalteret cykelsti og grusbelagt ridesti.
Stationsbygningen, der var ekstra stor fordi der skulle være særskilt ventesal for herskaberne fra Arreskov og Brahetrolleborg, er bevaret på Kaj Lykkes Vej 2-4. Veteranbanen har opført en ny drejeskive på Korinth Station.

### Genforeningssten
Foran Brahetrolleborgs præstegård står en sten, der blev afsløret i 1921 til minde om Genforeningen i 1920.